# Ligue 2 2016-17
La Ligue 2 2016-17  fue la 78.ª temporada desde su creación. Los fixtures fueron anunciados el 6 de junio de 2016.

## Equipos participantes

### Ascensos y descensos
| Pos | a Ligue 1 |
| --- | --------- |
| 1.º | Nancy     |
| 2.º | Dijon     |
| 3.º | Metz      |

| Pos  | a Championnat National |
| ---- | ---------------------- |
| 18.º | Évian                  |
| 19.º | Créteil-Lusitanos      |
| 20.º | Paris                  |

| Pos | a Ligue 2          |
| --- | ------------------ |
| 1.º | Racing Estrasburgo |
| 2.º | US Orléans         |
| 3.º | Amiens SC          |

| Pos  | de Ligue 1      |
| ---- | --------------- |
| 18.º | Stade de Reims  |
| 19.º | Gazélec Ajaccio |
| 20.º | ES Troyes       |

## Equipos de la temporada 2016-17
| Equipo                 | Ciudad           | Estadio                    | Capacidad |
| ---------------------- | ---------------- | -------------------------- | --------- |
| Ajaccio                | Ajaccio          | Stade François Coty        | 10 660    |
| Amiens                 | Amiens           | Stade de la Licorne        | 12 097    |
| Auxerre                | Auxerre          | Stade de l'Abbé-Deschamps  | 21 379    |
| Bourg-en-Bresse        | Bourg-en-Bresse  | Stade Marcel-Verchère      | 11 400    |
| Brest                  | Brest            | Stade Francis-Le Blé       | 15 097    |
| Clermont Foot          | Clermont-Ferrand | Stade Gabriel Montpied     | 11 980    |
| Gazélec Ajaccio        | Ajaccio          | Stade Ange Casanova        | 6000      |
| Laval                  | Laval            | Stade Francis Le Basser    | 18 607    |
| Le Havre               | Le Havre         | Stade Océane               | 25 000    |
| Lens                   | Lens             | Stade Bollaert-Delelis     | 38 223    |
| Nîmes                  | Nîmes            | Stade des Costières        | 18 482    |
| Niort                  | Niort            | Stade René Gaillard        | 10 886    |
| Orléans                | Orléans          | Stade de la Source         | 7000      |
| Red Star               | Saint-Ouen       | Stade Jean-Bouin           | 20 000    |
| Reims                  | Reims            | Stade Auguste Delaune      | 21 684    |
| Sochaux                | Montbéliard      | Stade Auguste Bonal        | 20 000    |
| RC Estrasburgo Alsacia | Strasbourg       | Stade de la Meinau         | 29 230    |
| Tours                  | Tours            | Stade de la Vallée du Cher | 16 247    |
| Troyes                 | Troyes           | Stade de l'Aube            | 21 684    |
| Valenciennes           | Valenciennes     | Stade du Hainaut           | 25 172    |

## Clasificación
|  |     | Equipo                     | PJ | PG | PE | PP | GF | GC | Dif. | Pts. |
|  | --- | -------------------------- | -- | -- | -- | -- | -- | -- | ---- | ---- |
|  | 1.  | Racing Estrasburgo (C) (A) | 38 | 19 | 10 | 9  | 63 | 47 | +16  | 67   |
|  | 2.  | Amiens (A)                 | 38 | 19 | 9  | 10 | 56 | 38 | +18  | 66   |
|  | 3.  | Troyes (Q)                 | 38 | 19 | 9  | 10 | 59 | 43 | +16  | 66   |
|  | 4.  | Racing Lens                | 38 | 18 | 11 | 9  | 59 | 40 | +19  | 65   |
|  | 5.  | Strade Brestois            | 38 | 19 | 8  | 11 | 58 | 44 | +14  | 65   |
|  | 6.  | Nîmes Olympique            | 38 | 17 | 13 | 8  | 58 | 40 | +18  | 64   |
|  | 7.  | Stade de Reims             | 38 | 14 | 13 | 11 | 42 | 39 | +3   | 55   |
|  | 8.  | Le Havre                   | 38 | 14 | 12 | 12 | 39 | 31 | +8   | 54   |
|  | 9.  | Gazélec Ajaccio            | 38 | 13 | 12 | 13 | 45 | 51 | -4   | 51   |
|  | 10. | Chamois Niortais           | 38 | 12 | 13 | 13 | 44 | 57 | -12  | 49   |
|  | 11. | Ajaccio                    | 38 | 13 | 9  | 16 | 47 | 58 | -11  | 48   |
|  | 12. | Clermont Foot              | 38 | 11 | 13 | 14 | 46 | 48 | -2   | 46   |
|  | 13. | Sochaux                    | 38 | 11 | 13 | 14 | 38 | 43 | -5   | 46   |
|  | 14. | Valenciennes               | 38 | 10 | 15 | 13 | 44 | 44 | 0    | 45   |
|  | 15. | Bourg-en-Bresse            | 38 | 11 | 11 | 16 | 49 | 58 | -9   | 44   |
|  | 16. | Tours                      | 38 | 10 | 13 | 15 | 55 | 60 | -5   | 43   |
|  | 17. | Auxerre                    | 38 | 11 | 10 | 17 | 28 | 40 | -12  | 43   |
|  | 18  | Orléans (Q)                | 38 | 11 | 9  | 18 | 41 | 54 | -13  | 38   |
|  | 19  | Red Star (D)               | 38 | 8  | 12 | 18 | 36 | 56 | -20  | 36   |
|  | 20  | Stade Lavallois (D)        | 38 | 5  | 15 | 18 | 33 | 52 | -19  | 30   |

|  | Ascendieron a la Ligue 1.               |
|  | Clasifica para el play-off de ascenso.  |
|  | Descendieron a la Championnat National. |

## Play-offs por la permanencia o el ascenso en laLigue 2
El Orléans terminó 18.º en la Ligue 2 2016-17 jugándose su permanencia mientras que el Paris FC finalizó 3.º en la Championnat National, de ganar sería el 3.er equipo en ascender; por lo cual, los dos deben jugar los partidos de play-offs.
| 23 de mayo, | Paris FC | 0 - 1 | Orléans       | Stade Sébastien Charléty, Paris |                            |
|             |          |       | Joël Sami 49' | Árbitro(s): Clément Turpin      | Árbitro(s): Clément Turpin |

| 28 de mayo, | Orléans         | 1 - 0 | Paris FC | Stade de la Source, Orléans |             |
|             | Livio Nabab 75' |       |          | Árbitro(s):                 | Árbitro(s): |

## Máximos goleadores
Actualizado a 8 de mayo de 2017
| Posición | Futbolista             | Club            | Goles |
| -------- | ---------------------- | --------------- | ----- |
| 1        | Adama Niane            | Troyes          | 23    |
| 2        | Khalid Boutaïb         | Estrasburgo     | 20    |
| 3        | Denis Bouanga          | Tours           | 16    |
| 4        | Cristian López         | Lens            | 15    |
| 5        | Faneva Imà Andriatsima | Sochaux         | 14    |
| 5        | Andé Dona Ndoh         | Niort           | 14    |
| 6        | Rachid Alioui          | Nîmes           | 13    |
| 6        | Rémy Dugimont          | Clermont        | 13    |
| 7        | Neal Maupay            | Brest           | 11    |
| 7        | Riad Nouri             | Ajaccio         | 11    |
| 8        | Lakdar Boussaha        | Bourg-en-Bresse | 10    |

- Datos: Q24347791
- Multimedia: Ligue 2 season 2016-2017 / Q24347791